# Суриново (Ярославская область)
Суриново — деревня Арефинского сельского поселения Рыбинского района Ярославской области.
Деревня расположена на правом берегу речки Кошка недалеко от её впадения (слева) в реку Ухра. На противоположном берегу реки Кошка, напротив Суриново стоит деревня Козицино. В 1 км южнее Козицино и Суриново проходит автомобильная дорога из Рыбинска к центру сельского поселения, селу Арефино, которое расположено к востоку и выше по течению Ухры примерно на расстоянии 2 км (по прямой). У пересечения автомобильной дороги с рекой Кошкой, в 1,5 км к юго-западу от Суриново стоит деревня Простино. Выше по течению Ухры на расстоянии около 1 км к юго-востоку в Ухру впадает еще один левый приток Дектярка. На её левом берегу на расстоянии около 0,5 км от Суриново стоит деревня Борщевка. Вокруг перечисленных деревень, вдоль реки сельскохозяйственные угодья, но далее в направлении к югу-западу расположен большой, частично заболоченный лес .
Деревня Сурина обозначена на плане Генерального межевания Рыбинского уезда 1792 года.
На 1 января 2007 года в деревне Суриново числилось 8 постоянных жителей . Почтовое отделение, расположенное в центре сельского поселения селе Арефино обслуживает в деревне Суриново 12 домов .